# 山田健登
山田 健登（やまだ けんと、
1999年5月29日 - ）は、日本の歌手、俳優、タレント。長崎県出身。Love Harmony's, Inc.のメンバー。ソニー・ミュージックエンタテインメント所属。10神ACTORの元メンバー。

## 略歴
- 2014年、福岡放送とソニー・ミュージックエンタテインメントが共同で制作・実施されたリアリティ・オーディション番組『10神アクター』にてオーディションに合格し10神ACTORのメンバーとして活動を開始[2][3]。10神ACTORの派生グループ「サカタケント」としても活動。
- 2019年11月、ソロライブ「NEOne（）」を開催[4]。
- 2020年から、ミュージカル『新テニスの王子様』に手塚国光役で出演[5]。
- 2021年2月27日開催の『10神ACTOR LAST ONE MAN LIVE 〜to the next stage〜（Zepp Fukuoka）をもって10神ACTORが解散。
- 2023年3月、メジャーデビューに向けたプロジェクトを始動[6]。毎週TikTokで新曲を発表すること、100万回再生を達成した曲でメジャーデビューすることが発表された。5月30日に投稿された曲が100万回再生を超え、メジャーデビューが決定。10月25日、シングル『Starlight』をリリースし、メジャーデビュー[7]。
- 2024年12月から、ミュージカル『レ・ミゼラブル』にマリウス役で出演[8]。

## 人物
- 趣味は音楽鑑賞。
- 特技はダンス、歌、ギター[9]。
- 音楽の道を志したのは小学6年生の時[9]。清水翔太の歌を愛聴していて自身の地元の佐世保市でライブが開催された時にも聴きに行き、そこで感動した経験から自分も同じ道を歩みたいと心に決めた、と話している[9]。
- 第一薬科大学付属高等学校卒[10]。高校の3年間を長崎から福岡まで通っていた。

## 出演

### 舞台
2016年
- 10神ACTOR 本公演
  - 第1回『志ノ塾、未来攻防戦！』  （6月4日・5日、FFGホール）- 越後屋健登 役
  - 第2回『志ノ塾、未来攻防戦！RETURNS』（11月25日 - 27日、パピヨン24 ガスホール） - 越後屋健登 役

2017年
- 10神ACTOR第3回本公演『志ノ塾、未来攻防戦！THE WORLD』 （6月16日 - 18日、IMSホール） - 越後屋健登 役

2018年
- 10神ACTOR
  - 第4回本公演『ピボットターンで振り向いて』 （1月、パピヨン24 ガスホール） - 佑久 役
  - 第1回企画公演 with 人狼TLPT S『MISSION EPISODE 1 “FIRST CONTACT”』（8月、パピヨン24 ガスホール） - エリック役

2019年
- 劇団番町ボーイズ☆×10神ACTORコラボ公演 舞台『クローズZERO』  （5月 - 6月、パピヨン24 ガスホール 他） - 千田ナオキ 役
- 10神ACTORの超アドリブ！劇場vol.1 〜バイきんぐ西村さんとキャンプだホイ♪〜（8月24日、IMSホール）

2020年
- 10神ACTORの超アドリブ ！劇場vol.2 〜チョコレートパニック！〜（2月8日、IMSホール）
- ミュージカル『新テニスの王子様』The First Stage（12月 - 2021年2月、日本青年館ホール 他） - 手塚国光 役

2021年
- ミュージカル テニスの王子様 4thシーズン  青学vs不動峰（7月 - 8月、TOKYO DOME CITY HALL 他） - 手塚国光 役

2022年
- ミュージカル『新テニスの王子様』- 手塚国光 役
  - The Second Stage （1月- 2月、KAAT神奈川芸術劇場 ホール 他）
  - ミュージカル『テニスの王子様』4thシーズン青学vs聖ルドルフ・山吹（7月 - 8月、日本青年館ホール 他）
  - Revolution Live 2022（10月）

2023年
- ミュージカル『テニスの王子様』4thシーズン - 手塚国光 役
  - 青学vs氷帝（1月 - 3月、TACHIKAWA STAGE GARDEN 他）
  - 青学vs六角（7月 - 9月、TACHIKAWA STAGE GARDEN 他）
  - ミュージカル『新テニスの王子様』 The Third Stage（10月 - 11月、TOKYO DOME CITY HALL 他）
  - テニミュ秋の合同大運動会2023（11月） 

2024年
- ミュージカル『テニスの王子様』4thシーズン - 手塚国光 役
  - 青学vs立海（1月 - 3月、TACHIKAWA STAGE GARDEN 他）
  - Dream Live 2024 〜Memorial Match〜（5月 - 6月）

- ミュージカル『レ・ミゼラブル』（12月 - 2025年6月、帝国劇場 他）- マリウス 役

### ネット配信
- 九州男児と人狼くんには騙されない（2020年6月）[24]
- ジャンプフェスタ 2021 ONLINE（2020年10月）[25]
- Love Love Harmony's,Inc. First Live“GLEETINGS”（2021年4月 - 5月）[26]

### 配信ドラマ
- 僕らのあざとい朝ごはん（2022年9月、YouTube）[27][28]

### テレビドラマ
- スペシャルドラマ『もう一度、クリスマス・イブ』（2014年12月、福岡放送）
- 幕末時代劇『明日に向かって斬れ』（2016年1月、福岡放送）
- 10神スパイ大作戦〜コード・バリカタ〜（2019年1月 - 3月、福岡放送） - 山田健登役[29]
- 天国からのラブソング（2020年3月、福岡放送）- 前田進 役[30]
- 僕らのあざとい朝ごはん ―続いていく僕らの日々―（2023年3月、テレビ東京）[27]

### バラエティ番組
- 10神ACTOR（2015年4月 - 2016年9月、福岡放送）
- 神伝説を残す男たち 10神ACTOR（福岡放送）
- 10神さまの言う通り!?（2018年4月 - 9月、福岡放送）
- あざとくて何が悪いの？（2024年10月、テレビ朝日）[31]

### イベント
- 山田健登ファンミーティング2024（2024年3月23日、全電通ホール）[32]
- ACTORS☆LEAGUE in Dance 2024（2024年8月27日、有明アリーナ）[33]

## ライブ

### NEOne
2019年からソロライブ「NEOne」を開催している。
このタイトルについて「”NEOne”はグループ活動をしていた僕がソロデビューした際の思い、NEO（新しい）×ONE（ソロのアーティストとしての自分）=NEOne（ネオンのように色彩豊かな表現）という思いも込められています」とインタビューの中で話している。
|       | vol. | 開催年月       | 会場                                | 備考          |
| ----- | ---- | -------------- | ----------------------------------- | ------------- |
| NEOne | 1    | 2019年11月     | DRUM Be-1                           | [ 4 ]         |
| NEOne | 2    | 2020年2月      | DRUM Be-1                           | [ 35 ]        |
| NEOne | 3    | 2020年10月     | ベイサイドライブホール              | [ 36 ]        |
| NEOne | 4    | 2021年10月     | DRUM LOGOS 代官山UNIT               | [ 37 ]        |
| NEOne | 5    | 2022年4月・5月 | DRUM Be-1 新宿BLAZE                 | [ 38 ]        |
| NEOne | 6    | 2023年4月      | 代官山UNIT 梅田Shangri-La DRUM Be-1 | [ 39 ] [ 40 ] |
| NEOne | 7    | 2024年         | Club Asia、他                       | [ 41 ]        |

## ディスコグラフィー

### アルバム
|        | 発売日        | タイトル | 収録曲 | 規格品番            | 規格品番  | 備考             |
| 通常盤 | 発売日        | タイトル | 収録曲 | 完全数量限定 生産盤 |           | 備考             |
| ------ | ------------- | -------- | --- | ------------------- | --------- | ---------------- |
| 1st    | 2022年4月20日 | NEOne    | 1. It’s not magic 2. 犬と猫と 3. だったら。 4. アワノヨウ 〜I wanna know you〜 5. Two-way love 6. Hey girl,Hey boy 7. Only You.ft.GOLI 完全数量限定生産盤は書籍・Tシャツ・グッズ付き | KENTY-001           | KENTY-002 | オリコン最高77位 |

### 配信限定シングル
| 発売日         | タイトル                                                    | レーベル                 | 収録アルバム |
| -------------- | ----------------------------------------------------------- | ------------------------ | ------------ |
| 2020年2月10日  | It's not magic                                              | TONKOTSU RECORDS         | NEOne        |
| 2020年10月2日  | EVOL                                                        | TONKOTSU RECORDS         | 未収録       |
| 2020年12月11日 | 犬と猫と                                                    | TONKOTSU RECORDS         | NEOne        |
| 2021年2月5日   | 今夜はブギー・バック nice vocal feat. 三岳慎之助 & 岡進太郎 | TONKOTSU RECORDS         | 未収録       |
| 2021年2月12日  | もう、いいや。もう、いいよ。                                | TONKOTSU RECORDS         | 未収録       |
| 2021年7月21日  | 花                                                          | Sony Music Entertainment | 未収録       |
| 2021年10月1日  | アワノヨウ 〜I wanna know you〜                             | Sony Music Entertainment | NEOne        |
| 2021年12月15日 | わがままな Bye Bye                                          | Sony Music Entertainment | 未収録       |
| 2022年2月23日  | Two-way love                                                | Sony Music Entertainment | NEOne        |
| 2022年7月27日  | ありのまま（feat.GOLI）                                     | Sony Music Entertainment | 未収録       |
| 2022年10月5日  | 田園                                                        | Sony Music Entertainment | 未収録       |
| 2023年2月22日  | ペンギン                                                    | Sony Music Entertainment | 未収録       |
| 2023年10月25日 | Starlight                                                   | Sony Music Entertainment | 未収録       |